# Veerapong Khorayok
Veerapong Khorayok (thailändisch วีระพงศ์ ครยก, * 30. Mai 1997 in Khon Kaen) ist ein thailändischer Fußballspieler.

## Karriere
Veerapong Khorayok stand bis Mai 2018 beim Kalasin FC unter Vertrag. Wo er vorher gespielt hat, ist unbekannt. Der Verein aus Kalasin spielte in der dritten Liga, der Thai League 3. Hier trat der Verein in der Upper Region an. Im Juni 2018 wechselte er zum Nakhon Ratchasima FC. Mit dem Verein aus Nakhon Ratchasima spielte er einmal in der ersten Liga, der Thai League. Am 9. Juni 2018 kam er im Heimspiel gegen den Suphanburi FC zum Einsatz. Hier wurde er in der 85. Minute für Jakkit Niyomsuk eingewechselt. Die Rückrunde 2019 wurde er an Drittligisten Muang Loei United FC ausgeliehen. Für den Klub aus Loei spielte er neunmal in der dritten Liga. 2020 verpflichtete ihn der Yasothon FC. Der Verein aus Yasothon spielte in der vierten Liga, der Thai League 4. Yasothon trat in der Region North/East an.